# International Society of Sculptors, Painters and Gravers
L'International Society of Sculptors, Painters and Gravers (« Société internationale des sculpteurs, peintres et graveurs ») est une ancienne association d'artistes professionnels basée à Londres qui a existé de 1898 à 1925, « pour promouvoir l'étude, la pratique et la connaissance de la sculpture, de la peinture, de la gravure, de la lithographie et autres arts apparentés en Angleterre ou ailleurs. » Elle se fait connaître également par le surnom de The International.
La société a organisé des expositions, certaines pour les membres seulement et certaines ouvertes à d'autres artistes, et des événements sociaux tels que des soirées musicales. Les expositions se tiennent dans un certain nombre de lieux de Londres et dans d'autres villes à travers l'Angleterre, dont Nottingham et Manchester.
Son fondateur et premier président est James Abbott McNeill Whistler. À sa mort, la présidence est assumée par Auguste Rodin, avec John Lavery comme vice-président.

## Histoire
La société a été initialement constituée en tant que The Exhibition of International Art Ltd. (« L'Exposition d'Art international, société limitée »), mais a rapidement changé de nom pour devenir l'International Society of Sculptors, Painters and Gravers (« Société internationale des sculpteurs, peintres et graveurs »). Le prospectus publié par la nouvelle société la définissait ainsi :

« ... une société pour la promotion des expositions d'art international a été créée, l'objectif des organisateurs étant d'organiser des expositions des plus beaux arts du jour (...) en mai, juin et juillet à la patinoire Prince's Skating, Knightsbridge, un bâtiment qui, une fois convenablement modifié et arrangé sera exceptionnellement bien adapté à cette fin. La galerie sera connue sous le nom de galerie internationale et une caractéristique des expositions sera la non-reconnaissance de la nationalité dans l'art... »

## Membres notables
Sélection de membres honoraires ou associés:
- John White Alexander, peintre américain
- Paul Wayland Bartlett, sculpteur américain
- Alexander Kellock Brown (en), peintre écossais
- Ernest A. Cole (en), sculpteur et graveur anglais
- John Paul Cooper (en), architecte et artisan anglais
- Nelson Dawson, peintre, graveur et artisan anglais
- Alfred Drury, sculpteur anglais
- Alfred Gilbert, sculpteur et orfèvre anglais
- Charles Holroyd (en), peintre anglais
- Thomas Stirling Lee (en), sculpteur anglais
- Paul Leroi (Léon Gauchez)
- Gari Melchers, peintre et sculpteur américain
- Constantin Meunier, peintre et sculpteur belge
- Ernst Oppler, peintre et graveur allemand
- Glyn Philpot, peintre et sculpteur anglais
- Alfred William Rich (en), peintre anglais
- Charles Ricketts, illustrateur anglais
- William Rothenstein, peintre et graveur anglais
- Augustus Saint-Gaudens, sculpteur et médailleur irlandais
- Georg Sauter (en), peintre et lithographe germano-britannique
- Kathleen Scott, sculptrice anglaise
- Charles Haslewood Shannon, peintre et graveur anglais
- Franz von Stuck, peintre allemand
- James Havard Thomas (en), sculpteur gallois[5]
- John Tweed, sculpteur écossais
- Reginald Fairfax Wells (en), sculpteur et artisan anglais[6]
- Henry Wilson (en), architecte anglais